# Edoardo Goldaniga
Edoardo Goldaniga (Milaan, 2 november 1993) is een Italiaans voetballer die bij voorkeur als centrale verdediger speelt. Hij verruilde US Palermo in juli 2017 voor US Sassuolo.

## Clubcarrière
In 2010 debuteerde Goldaniga in de Serie D voor Pizzighettone, waarvoor hij in totaal 65 competitiewedstrijden speelde. In 2012 werd hij aangetrokken door US Palermo, dat hem tijdens het seizoen 2012/13 uitleende aan AC Pisa. In januari 2014 nam Juventus de helft van zijn transferrechten over. Gedurende het seizoen 2014/15 werd de centrumverdediger uitgeleend aan Perugia Calcio. In 2015 werd Goldaniga voor twee miljoen euro afgestaan aan US Palermo, waar hij het rugnummer zes kreeg.

## Interlandcarrière
Goldaniga debuteerde in 2014 voor Italië –21, waarvoor hij twee interlands speelde.